# ブレット・トレイン
『ブレット・トレイン』（原題：Bullet Train）は、2022年公開のアメリカ合衆国のアクション・コメディ・スリラー映画。監督はデヴィッド・リーチ、出演はブラッド・ピットとジョーイ・キングなど。原作は伊坂幸太郎の小説『マリアビートル』。
原題は直訳で「弾丸列車」のことで、狭義で「日本の新幹線」を表す言葉である。

## ストーリー
東京発、京都行の夜行の新幹線。殺し屋の木村雄一は、幼い息子を意識不明の重体にした犯人に復讐するため、謎のタレコミに従い乗り込む。しかし、すべては犯人である少女プリンスの計画であり、彼女の見た目に油断して木村は拘束されてしまう。彼女は現在の日本裏社会を牛耳るロシア人の大物ヤクザ、ホワイト・デス（白い死神）を暗殺するため、木村を利用したと明かし、息子を人質にとって言いなりにする。同じ列車にはホワイト・デスに雇われ、中国マフィアに誘拐された彼の息子を救出し、身代金の入ったスーツケースも回収して京都に向かう2人組の殺し屋、タンジェリンとレモンも乗っていた。ところが2人が目を離した隙にスーツケースは盗まれ、さらに息子も毒殺される。
スーツケースを盗んだのは不運な運び屋・レディバグであった。彼はハンドラーのマリアビートルから、腹痛に見舞われた殺し屋カーバーの代理として急遽、仕事を依頼されたのであった。そのまま品川駅で降りようとするが、復讐に燃えるメキシコ人の殺し屋ウルフに出くわす。ウルフはレディバグを探していた仇と思い襲いかかるが、事故死する。レディバグはスーツケースを探すタンジェリンらから逃げようとする中で、スーツケースの存在をプリンスに気づかれる。彼女はそれがホワイト・デスに運ばれるものだと知ると、密かに盗み出し、開けると爆発する爆弾を仕掛け、元の場所に戻す。
以降、物語は列車内におけるレディバグとタンジェリンらの暗闘と、それに密かに介入するプリンスという形で進む。途中でレディバグは、ウルフが探していた仇で、サンを殺したのが、ホーネットと呼ばれる毒殺専門の女殺し屋だと気づく。正体がバレた彼女はレディバグに襲いかかるも返り討ちに遭い死亡する。一方、車内を探索中のレモンは出くわしたプリンスの邪悪な正体に感付いて彼女を追い詰め、木村を撃つ。そして彼女も撃とうとするが、レディバグが仕掛けた睡眠薬のせいで返り討ちに遭う。また、開き直ったタンジェリンはホワイト・デスに任務に失敗したことを報告し、それを聞いた彼は京都で全員殺すと予告する。その後、相棒が殺されたと知ったタンジェリンは、相棒が残した手掛かりでプリンスの正体に気づき、彼女を殺そうとするが、彼女に騙されたレディバグが止めに入り、銃が暴発してタンジェリンは死亡する。
京都が近づく中、席はホワイト・デスによって買い占められ、列車内はレディバグらしかいないようになっていたが、途中駅で木村の父親であるエルダーが乗り込んでくる。エルダーは息子の危機を知ると同時に、因縁のあるホワイト・デスを殺す最大の好機と見ていた。エルダーはプリンスの正体を見破り、孫の身は既に安全であることを明かし、彼女を追い払う。エルダーとレディバグは、実は生きていた木村とレモンも仲間に引き入れ、京都駅で待つホワイト・デスを迎え撃つ算段を立てる。
実は今回の騒動は、ホワイト・デスが仕掛けたものであった。最愛の妻の死に関連していた者たち（息子も含む）を全員抹殺するため、殺し屋たちを偶然を装って集め、殺し合わせたのであった（ただし、本来の標的の1人はカーバーであり、レディバグは巻き込まれただけである）。また、プリンスの正体はホワイト・デスの実娘であり、蔑ろにされてきたことへの復讐であったが、ホワイト・デスにまったく相手にされず、彼女の暗殺計画は失敗する
。
スーツケースの爆発を契機に暴走を始めた新幹線の車内において、ホワイト・デスは多数の手下たちと共に4人を追い詰めていく。しかし、様々な運が重なり、ホワイト・デスはエルダーに致命打となる一太刀を浴びせられる。列車が激しく脱線して街中に突っ込み大破する中、ホワイト・デスは形勢逆転を目論むが、プリンスの仕掛け拳銃によって死ぬ。プリンスはマシンガンで生き残ったレディバグらを皆殺しにしようとするが、ミカン運搬のトラックに撥ねられて死ぬ（エンディングでレモンが運転していたことが明かされる）。レディバグは迎えに来たマリアビートルと運について考えながら、現場を後にする。

## 登場人物・キャスト
レディバグ（てんとう虫）
演 - ブラッド・ピット、日本語吹替 - 堀内賢雄
不運な運び屋。急病の殺し屋カーバーの代理として、東京でブリーフケースを盗む仕事を依頼される。
プリンス（王子）
演 - ジョーイ・キング、日本語吹替 - 山本舞香
見た目は可憐な狡猾な少女。ホワイト・デスを暗殺するため、殺し屋の木村に目をつけ、支配下に置く。
タンジェリン（ミカン）
演 - アーロン・テイラー＝ジョンソン、日本語吹替 - 津田健次郎
レモンと組む白人のフリーの殺し屋。ホワイト・デスに依頼され、誘拐された彼の息子サンの救出と身代金の奪還、そしてそれらの京都への移送を請け負う。
幼少時のタンジェリン
演 - マイルズ・マーチ
レモン
演 - ブライアン・タイリー・ヘンリー、日本語吹替 - 関智一
タンジェリンと組む黒人のフリーの殺し屋。『きかんしゃトーマス』のファンで言動は奇抜だが、人物観察に優れる。
幼少時のレモン
演 - ジョシュア・ジョンソン＝ペイン
木村雄一
演 - アンドリュー・小路、日本語吹替 - 阪口周平
日本人の殺し屋。幼い息子・渉を屋上より突き落とした犯人に復讐するため新幹線に乗り込む。
幼少時の木村
演 - パーカー・リン
エルダー（長老）
演 - 真田広之、日本語吹替 - 井上和彦
木村の父親。かつて峰岸に仕えていた武闘派。妻を殺されており、ホワイト・デスへの復讐の機会を狙っていた。
壮年期のエルダー
演 - ヨシ・スダルソ
ホワイト・デス（白い死神）
演 - マイケル・シャノン、日本語吹替 - 立川三貴
日本の裏社会を牛耳るロシア人。かつて峰岸に仕えるが裏切り、その権力を簒奪した。非常に冷酷な人物として恐れられている。
ホーネット
演 - ザジー・ビーツ、日本語吹替 - フワちゃん
毒殺専門の女殺し屋。ブームスラング・スネークという噛まれると30秒で死に至る猛毒を持つ蛇の毒で標的を殺すことを好む。
ウルフ（オオカミ）
演 - ベニート・A・マルティネス・オカシオ、日本語吹替 - 木村昴
メキシコのカルテル専属の殺し屋。自身の結婚式に、妻とボスを含む自分以外の出席者を毒で皆殺しにされ、復讐を誓い、情報に基づき東京にやってくる。当時、別件で現場にいたレディバグの顔を覚えており、彼が犯人だと勘違いし襲いかかる。
幼少時のウルフ
演 - イアン・マルティネス
サン（息子）
演 - ローガン・ラーマン、日本語吹替 - 吉野裕行
ホワイト・デスの息子。中国マフィアに誘拐されるが、物語開始の直前にタンジェリンとレモンに救出される。情けない馬鹿息子。冒頭、タンジェリンらが目を離した隙に殺される。
マリア・ビートル
演 - サンドラ・ブロック、日本語吹替 - 米倉涼子
ハンドラー（仲介屋）。電話でレディバグに仕事の依頼や指示を行う。レディバグとの付き合いは長く、互いのことをよく知る。

### その他
車掌
演 - マシ・オカ、日本語吹替 - 藤原堅一
新幹線の乗務員。
車内販売員
演 - 福原かれん
新幹線の乗務員。
木村渉
演 - ケヴィン・アキヨシ・チン
木村雄一の息子。プリンスにビルの屋上から突き落とされ、意識不明の状態で入院している。
アレクセイ・イリイン
演 - パシャ・リチニコフ、日本語吹替 - 辻親八
ホワイト・デスの手下。タンジェリンとレモンに電話で指示を行う。
ジェフ・ズフェルト
演 - デヴィッド・リーチ
タンジェリンとレモンがサンを救出する際に、事故で死なせてしまった「17人目」の被害者。一般人。
新幹線の乗客
演 - チャニング・テイタム（ノンクレジット）、日本語吹替 - 小松史法
レディバグに協力する男性。200ドルで彼の身代わりを演じる。
峰岸
演 - 嶋本信明
故人。かつて日本の裏社会を牛耳っていたヤクザの大親分。部下であったホワイト・デスの裏切りによって殺される。
カーバー
演 - ライアン・レイノルズ（ノンクレジット）
レディバグの同僚。本作におけるレディバグの仕事の本来の請負者。

## 製作
原作の『マリアビートル』（2010年）が刊行された数年後に、日本のエージェント会社CTBの三枝亮介と寺田悠馬がソニー・ピクチャーズに直接、映像化の企画を提案した。
アントワーン・フークアが、自身のフークア・フィルムズでこのプロジェクトを立ち上げた。
ソニー・ピクチャーズが伊坂幸太郎の小説の映画化作品を監督させるためにデヴィッド・リーチを雇ったことが2020年6月に発表された。翌月、ブラッド・ピットが映画の主演に選ばれた。
ジョーイ・キングは、カメオレベルでの役として、本作に参加するための交渉に入った。9月にはアンドリュー・小路が、10月にはアーロン・テイラー＝ジョンソンとブライアン・タイリー・ヘンリーが撮影に参加した 。2020年11月には、ザジー・ビーツ、マシ・オカ、マイケル・シャノン、ローガン・ラーマン、真田広之が出演した。12月、リーチ監督は福原かれんがキャストに加わったこと、そしてジョナサン・セラが撮影監督を務めていたことを明らかにした。その後、ベニート・A・マルティネス・オカシオもキャストに追加された。
なお、当初はレディー・ガガや小出恵介もキャスティングの候補として挙がっていたが、前者は本作品の製作と同時期に行われていた『ハウス・オブ・グッチ』の撮影スケジュールとの兼ね合いで、後者は撮影の直前で、それぞれ出演がキャンセルになったことが後日判明した。
『ブレット・トレイン』の製作は新型コロナウイルスによる渡航制限などの影響もあり、日本国内でのロケーション撮影は行われず、アメリカ国内に特設スタジオを組んだ上で行われた。2020年10月にロサンゼルスで始まり、撮影自体は2020年11月16日に始まった。

## 公開
アメリカではソニー・ピクチャーズ・リリーシング配給で2022年7月15日に公開された。

### 日本
2022年9月1日に公開。
2022年8月23日、東海旅客鉄道（JR東海）の協力により、東海道新幹線の「のぞみ号」を貸し切りにした上で、来日中のブラッド・ピットや真田広之などが本映画の宣伝として乗車。東京駅から京都駅までの移動中に、新幹線車内で記者会見が行われた。京都駅では同駅駅長の歓迎を受けた。
同日、京都のTOHOシネマズ二条ではジャパンプレミアが開催され、サプライズゲストとして、ピットとその吹替を25年に渡り担当した堀内賢雄が登壇。待望の初対面を果たすとピットの方から堀内に歩み寄って、「この人、誰だと思いますか？」と観客に向かって問いかける一幕もあり、堀内が「私はブラッド・ピットです」と返答すると会場は拍手喝采となった。また、ピットから「鏡を見ているようです」と言われ、その声は「セクシー」とお墨付きを受けた。歓迎を受けた堀内は「まだ夢を見ているような感じ。感激です。初めてお会いしたんですが、フランクでやわらかい方で、ますます好きになりました」と喜びを表すと同時に、「（ブラッド演じる）主人公のレディバグは運の悪い、ツキのない男ですが、僕は超ラッキー、幸運な男です！」と笑いを誘い、「これからも（ピットの吹替を）頑張ります」と今後への意気込みを語った。
2022年9月3日、Twitterの公式アカウントにて『きかんしゃトーマス』の本編を違法にアップロードしていたYouTubeチャンネルを、公式のものとして紹介した。当該のツイートは翌日に削除され、YouTubeチャンネルも番組の権利所有者であるマテルの申請により2023年3月に削除されている。

## 論争
ブラッド・ピットとジョーイ・キングのキャラクターは原作（マリアビートル）では日本人であり、いわゆる「ホワイトウォッシング」であるとの批判が出た。日系アメリカ人市民同盟のエグゼクティブディレクターであるデビッド・イノウエ (David Inoue)は、このキャスティングを批判し、舞台が米国であれば米国人俳優での映画化が適切であったが、映画製作者は小説の日本設定を維持しつつ、映画の背景に日本人を登場させることを選択し、ホワイトウォッシングの非難を強めたと説明している。
また、イノウエは、ホワイトウォッシュされた役を承知の上で受け入れた俳優たちのアジア・コミュニティに対する味方意識を疑問視し、さらに、『クレイジー・リッチ!』（2018年）や『シャン・チー/テン・リングスの伝説』（2021年）といったアジア人主導の映画が最近成功しているにもかかわらず、「アジアの俳優が主役ではブロックバスターを担えないという信念」を押し付けていると批判している。
2020年8月にキングはツイッターで「白人女性が有色人種のキャラクターを演じるべきだとは思わない。私でもなければ、他の白人女性でもない」と言った。
また、日本が舞台にもかかわらず、出演しているアジア系の俳優が宣伝でほとんど登場しないことにも批判が起こった。

## 作品の評価
Rotten Tomatoesによれば、304件の評論のうち高評価は54%にあたる165件で、平均点は10点満点中5.6点、批評家の一致した見解は「『ブレット・トレイン』のカラフルなキャストとハイスピードなアクションは、物語の脱線後もほぼ十分に場を持たせている。」となっている。Metacriticによれば、61件の評論のうち、高評価は20件、賛否混在は32件、低評価は9件で、平均点は100点満点中49点となっている。

## テレビ放映
| 回数 | 放送局     | 放送枠             | 放送日        | 放送時間    | 放送分数 | 吹替版     | 平均世帯 視聴率 | 備考         |
| ---- | ---------- | ------------------ | ------------- | ----------- | -------- | ---------- | --------------- | ------------ |
| 1    | テレビ東京 | 午後のロードショー | 2025年3月17日 | 13:40-15:40 | 120分    | 劇場公開版 |                 | 地上波初放送 |

- 地上波放送・関東地区のみ記載。
- 視聴率はビデオリサーチ調べ。関東地区でのデータ。